# Konsztandínosz Ciklitírasz
Konsztandínosz Ciklitírasz (görögül: Κωνσταντίνος Τσικλητήρας; 1888. október 30. – 1913. február 10.) olimpiai bajnok görög atléta.

## Pályafutása
1906-ban részt vett a - később nem hivatalosnak nyilvánított - pánhellén olimpián. Két versenyszámban, helyből távol-, és helyből magasugrásban indult ekkor, azonban egyikben sem zárt a legjobb öt között. Két évvel később, a londoni játékokon ugyanúgy e két számban szerepelt, és mind a kettőt ezüstérmesként zárta.
Ciklitirasz jelen volt az 1912-es stockholmi olimpián is. Győzött a helyből távolugrás számában, miután egy centiméterrel megelőzte az amerikai Platt Adamszet, a helyből magasugrás versenyét pedig harmadik, bronzérmes helyen zárta.

## Halála
1913-ban önként indult harcolni a Balkán-háborúba, ahol egy csatában február 10-én életét vesztette; 24 éves volt.